# اینو، کوچی
اینو، کوچی (به لاتین: Ino, Kōchi) یک منطقهٔ مسکونی در ژاپن است که در Agawa District واقع شده‌است. اینو  ۲۷٬۹۶۰ نفر جمعیت دارد.